# Gora Bezvershinnaja
Gora Bezvershinnaja (englische Transkription von russisch Гора Безвершинная Gora Beswerschinnaja, deutsch ‚Treuloser Berg‘) ist ein Nunatak im ostantarktischen Mac-Robertson-Land. Auf dem Mawson Escarpment ragt er östlich des Helmore-Gletschers auf.
Russische Wissenschaftler benannten ihn.